# Frederick Stratten Russell
Frederick Stratten Russell (Bridport, 3 november 1897 – 5 juni 1984) was een Engelse marien bioloog.

## Werk
Russell bestudeerde levenscycli van twee soorten plankton. Hij kon aan de hand van de aanwezigheid van plankton verschillende types water onderscheiden in Het Kanaal en de Noordzee. Tevens kon hij deels uitleggen waarom er in bepaalde gebieden veel meer haring voorkwam dan in andere. Zijn studie naar plankton en verschillende patronen van beweging in wateren wordt onder meer gebruikt om visquota vast te stellen.
Russel ontdekte ook een manier om verschillende soorten vissen te onderscheiden vlak nadat ze ter wereld zijn gekomen. Hij onderzocht hun verschillende gedragspatronen gedurende verschillende tijden van het jaar.

## Levensloop
Russels vader (een schoolmeester) leerde hem thuis al Latijn, Grieks, en aquarelschilderen. Die vaardigheden zouden hem later nog goed van pas blijken te komen. Russell volgde zijn studie op het Gonville and Caius College van de Universiteit van Cambridge. In 1924 ging hij werken voor de Marine Biological Association (MBA) in Plymouth, nadat hij dankzij oceanograaf Johan Hjort eerst twee jaar in Egypte werkte. In 1945 werd hij uiteindelijk directeur van de MBA.
Voor zijn diensten in zowel de Eerste als de Tweede Wereldoorlog ontving Russel onder meer het Distinguished Flying Cross. In de eerste oorlogstijd maakte hij vooral veel luchtfoto's. Tijdens de Tweede Wereldoorlog analyseerde Russel voor de RAF de strategieën achter vijandelijke bombardementen.
Samen met zijn vrouw Gweneth kreeg hij een kind, zoon William in 1938.

## Boeken
- Russel schreef in 1953 een boek genaamd The Medusae of the British Isles wat hij in 1970 opvolgde met een tweede volume.
- In 1963 bracht hij het boek Seas uit samen met Maurice Yonge, met wie hij eerder de Great Barrier Reef Expedition van 1928-1929 ondernam.
- The eggs and planktonic stages of British marine fishes van Russels hand verscheen in 1976.

## Prijzen
- In 1938 werd Russel verkozen tot Fellow of the Royal Society
- In 1955 ontving hij een CBE
- In 1961 kreeg hij de Linnean Medal
- Russel werd geridderd in 1965

- Bibliothèque nationale de France: cb122784081 (data)
- Stuttgart Database of Scientific Illustrators 1450–1950: 4368
- Gemeinsame Normdatei: 1055297812
- International Standard Name Identifier: 0000 0001 2211 4218
- Library of Congress Control Number: n87100530
- Nederlandse Thesaurus van Auteursnamen: 073294926
- SNAC: w6jt7g9j
- Système universitaire de documentation: 031600921
- Virtual International Authority File: 58122443
- WorldCat: E39PBJrGwqqDRHQ4cv66Xc6kDq